# Северовед
Северовед — учёный, занимающийся изучением малых народов Севера.
Наиболее яркими представителями российского североведения являются Владимир Тан-Богораз, Владимир Иохельсон, Лев Штернберг.
В 2010 году Николай Вахтин организовал исследовательскую программу «Североведение» в Европейском университете в Санкт-Петербурге. В 2016 году программа была преобразована в Центр социальных исследований Севера (ЦЕСИС).